# Georg Nickenig
Georg Nickenig (* 11. April 1964 in Mülheim-Kärlich) ist ein deutscher Kardiologe und seit 2005 Professor und Direktor der Medizinischen Klinik und Poliklinik II des Universitätsklinikum Bonn sowie Leiter des Herzzentrums Bonn.

## Leben
Nickenig absolvierte sein Abitur 1983 am Görres-Gymnasium in Koblenz und studierte von 1983 bis 1989 Humanmedizin an der Rheinischen Friedrich-Wilhelms-Universität Bonn. Anschließend war er zwei Jahre Arzt im Praktikum an der Klinik für Herz- und Gefäßchirurgie und in der Medizinischen Poliklinik der Universität Bonn. 1991 wurde er in Bonn mit einer Untersuchung zur Immunsuppression bei der Zytostatikatherapie zum Dr. med. promoviert. 1991 bis 1995 war Nickenig Assistenzarzt und wissenschaftlicher Mitarbeiter an der Medizinischen Universitäts-Poliklinik in Bonn. Während dieser Zeit forschte er 1993 und 1994 im Rahmen eines Forschungsstipendiums der Deutschen Forschungsgemeinschaft an der Emory University School of Medicine (Department of Cardiology/Pharmacology) in Atlanta, USA.
In den Jahren 1996 bis 2000 war Nickenig wissenschaftlicher Mitarbeiter an der Klinik III für Innere Medizin der Universität zu Köln. In dieser Zeit wurde Nickenig Facharzt für Innere Medizin (1998) und später Facharzt für Kardiologie (2000). 2000 erfolgte die Habilitation im Fach Innere Medizin/Kardiologie an der Universität zu Köln. 2000 wurde Nickenig geschäftsführender Oberarzt der Klinik und Poliklinik für Innere Medizin III (Kardiologie) und Privatdozent am Universitätsklinikum des Saarlandes in Homburg, wo er 2004 eine außerplanmäßige Professur erhielt.
Im Oktober 2005 erhielt Nickenig einen Ruf an den Lehrstuhl für Innere Medizin (Schwerpunkt Kardiologie, Angiologie, Pneumologie und internistische Intensivmedizin) an die Universität Bonn und wurde – Berndt Lüderitz nachfolgend – Direktor der Medizinischen Klinik und Poliklinik II des Universitätsklinikums Bonn.
Zusammen mit dem Herzchirurgen Farhad Bakhtiary leitet Nickenig das Herzzentrum des Universitätsklinikums Bonn, gründete 2011 das International Center for Cardiovascular Interventions (ICCI) und ist seit Juli 2019 Sprecher des "Transregionalen Sonderforschungsbereich 259 - Aortenerkrankungen" der Deutschen Forschungsgemeinschaft. Er ist zudem wissenschaftlicher Leiter des Cardiosymposium Bonn.
Nickenig ist verheiratet und hat zwei Kinder. Mit seiner Familie lebt er im Bonner Stadtteil Plittersdorf. Er ist Mitglied der AV Tuisconia Königsberg zu Bonn im Cartellverband (CV).

## Forschungsschwerpunkte
Die Schwerpunkte der medizinischen Arbeit von Georg Nickenig sind koronare Herzerkrankungen, Herzinsuffizienz, arterielle Hypertonie und Hypercholesterinämie. Forschungsschwerpunkte sind die Ursachen der Atherosklerose und des Herzinfarktes.
In seiner experimentellen, klinischen und wissenschaftlichen Arbeit konnte er die zentrale Rolle des Angiotensin II, AT1-Rezeptors und des oxidativen Stresses für die Entwicklung einer endothelialen Dysfunktion und der Atherosklerose in verschiedenen Zellkultur- und tierexperimentellen Modellen und klinischen Studien zeigen.
Seit 2015 beschäftigen sich Nickenig und seine Arbeitsgruppen zusätzlich mit der Erforschung der Grundlagen der Aortenklappen- und Aortenwanderkrankungen wie z. B. der Aortenklappenstenose, der Aortenaneurysmata und der Aortendissektion. In diesem Bereich konnte Nickenig nachweisen, dass inflammatorische Prozesse von großer Bedeutung für die Entwicklung dieser Erkrankungen sind. Im Jahr 2019 wurde der Sonderforschungsbereich „Transregio 259 - Aortenerkrankungen“ bewilligt, für den Nickenig als Sprecher fungiert. Das Volumen beträgt 13 Millionen Euro in den ersten vier Jahren.
Im Bereich der klinischen Forschung gilt Nickenig als Pionier der minimal-invasiven interventionellen Behandlung von Herzklappenfehlern, wie z. B. Aortenklappenstenose, die durch eine transaortale Klappenersatzprozedur (TAVI) behandelt wird. Außerdem ist er zusammen mit seinem Forschungsteam führend in der katheterbasierten Behandlung von Mitralklappen- und Trikuspidalklappenfehlern und legte 2019 die weltweit größte Studie zu diesem Thema vor.
Regelmäßig werden Nickenigs interventionelle Eingriffe als Live-Cases auf internationale Kongresse übertragen.
2012 implantierte Nickenig dem früheren Außenminister Hans-Dietrich Genscher mit einem kathetergestützten Verfahren eine neue Herzklappe.
Seine wissenschaftlichen Arbeiten sind in mehr als 600 internationalen Publikationen dokumentiert.

## Auszeichnungen
- 1996 Oskar Lapp Preis der Deutschen Gesellschaft für Kardiologie[22]
- 1996 H. und G. Meise Preis der Deutschen Gesellschaft für Reha.- und Präventionsmedizin[23]
- 1996 Präventionspreis der Deutschen Herzhilfe[24]
- 1997 Dieter Klaus Preis für Hypertonieforschung der Deutsche Hochdruckliga[25]
- 1997 Forschungspreis der Deutschen Herzstiftung[26]
- 1999 Young Investigator Award of the European Vascular Biology Society[27]
- 1999 Irbesartan Research Award[28]
- 2001 Novartis-Preis für therapierelevante pharmakologische Forschung[29]
- 2001 Calogero-Pagliarello-Forschungspreis[30]
- 2001 Theodor-Frerichs-Preis der Deutschen Gesellschaft für Innere Medizin[31]
- 2004 Albert-Fraenkel-Preis der Deutschen Gesellschaft für Kardiologie[32]
- 2018 Franz Loogen Preis des Westdeutschen Herz- und Gefäßzentrums Essen und der Franz Loogen Stiftung[33]

## Schriften (Auswahl)
- mit Sachinidis A, Michaelsen F, Böhm M, Seewald S, Vetter H. Upregulation of vascular angiotensin II receptor gene expression by low density lipoprotein in vascular smooth muscle cells. Circulation 1997; 95: 473-478
- mit Baudler S, Müller C, Werner C, Werner N, Welzel H, Strehlow K, Böhm M. Redox-sensitive vascular smooth muscle cell proliferation is mediated by GKLF and Id3 in vitro and in vivo. FASEB J 2002;16:1077-1086
- mit Rudolph V, Andrié RP, Rudolph TK, Friedrichs K, Klinke A, Hirsch-Hoffmann B, Schwoerer AP, Lau D, Fu X, Klingel K, Sydow K, Didié M, Seniuk A, von Leitner EC, Szoecs K, Schrickel JW, Treede H, Wenzel U, Lewalter T, Zimmermann WH, Meinertz T, Böger RH, Reichenspurner H, Freeman BA, Eschenhagen T, Ehmke H, Hazen SL, Willems S, Baldus S. Myeloperoxidase acts as a profibrotic mediator of atrial fibrillation. Nat Med. 2010;16(4):470-4. Epub 2010 Mar 21.
- mit Sinning JM, Losch J, Walenta K, Böhm M, Werner N. Circulating CD31+/ Annexin V+ microparticles correlate with cardiovascular outcomes. Eur Heart J. 2011; 32(16)2034-41
- mit Jansen F, Yang X, Baumann K, Przybilla D, Schmitz T, Flender A, Paul K, Alhusseiny A, Werner N. Endothelial microparticles reduce ICAM-1 expression in a microRNA-222-dependent mechanism. J Cell Mol Med. 2015 Sep;19(9):2202-14.
- mit Steinmetz M, Lucanus E, Zimmer S, Werner N. Mobilization of sca1/flk-1 positive endothelial progenitor cells declines in apolipoprotein E-deficient mice with a high-fat diet. J Cardiol. 2015 Mar 24. pii: S0914-5087(15)00058-1. [Epub ahead of print]
- mit Jansen F, Stumpf T, Proebsting S, Franklin BS, Wenzel D, Pfeifer P, Flender A, Schmitz T, Yang X, Fleischmann BK, Werner N. Intercellular transfer of miR-126-3p by endothelial microparticles reduces vascular smooth muscle cell proliferation and limits neointima formation by inhibiting LRP6. J Mol Cell Cardiol. 2017 Mar;104:43-52
- mit Strehlow K, Wassmann S, Bäumer AT, Ahlbory K, Sauer H, Böhm M. Differential effects of estrogen and progesterone on AT1 receptor gene expression in vascular smooth muscle cells. Circulation 2000;102:1828-1833
- mit Wassmann S, Bäumer AT, Strehlow K, van Eickels M, Grohé C, Ahlbory K, Rösen R, Böhm M. Endothelial dysfunction and oxidative stress during estrogen deficiency in spontaneously hypertensive rats. Circulation 2001;103:435-441
- mit Schueler R, Momcilovic D, Weber M, Welz A, Werner N, Mueller C, Ghanem A, Hammerstingl C. Acute changes of mitral valve geometry during interventional edge-to-edge repair with the MitraClip system are associated with midterm outcomes in patients with functional valve disease: preliminary results from a prospective single-center study. Circ Cardiovasc Interv. 2014 Jun;7(3):390-9.
- mit Maisano F, Taramasso M, Hammerstingl C, Vahanian A, Messika-Zeitoun D, Baldus S, Huntgeburth M, Alfieri O, Colombo A, La Canna G, Agricola E, Zuber M, Tanner FC, Topilsky Y, Kreidel F, Kuck KH. Cardioband, a transcatheter surgical-like direct mitral valve annuloplasty system: early results of the feasibility trial. Eur Heart J. 2016 Mar 7;37(10):817-25.
- mit Schueler R, Dager A, Martinez Clark P, Abizaid A, Siminiak T, Buszman P, Demkow M, Ebner A, Asch FM, Hammerstingl C. Treatment of Chronic Functional Mitral Valve Regurgitation With a Percutaneous Annuloplasty System. J Am Coll Cardiol. 2016 Jun 28;67(25):2927-36.
- mit Hammerstingl C, Schueler R, Topilsky Y, Grayburn PA, Vahanian A, Messika-Zeitoun D, Urena Alcazar M, Baldus S, Volker R, Huntgeburth M, Alfieri O, Latib A, La Canna G, Agricola E, Colombo A, Kuck KH, Kreidel F, Frerker C, Tanner FC, Ben-Yehuda O, Maisano F. Transcatheter Mitral Annuloplasty in Chronic Functional Mitral Regurgitation: 6-Month Results With the Cardioband Percutaneous Mitral Repair System. JACC Cardiovasc Interv. 2016 Oct 10;9(19):2039-2047
- mit Kowalski M, Hausleiter J, Braun D, Schofer J, Yzeiraj E, Rudolph V, Friedrichs K, Maisano F, Taramasso M, Fam NP,Bianchi G, Bedogni F,Denti P, Alfieri O,Latib A, Colombo A,Hammerstingl C, Schueler R. Transcatheter Treatment of Severe Tricuspid Regurgitation with the Edge-to-Edge: MitraClip Technique. Circulation. 2017 May 9;135(19):1802-1814
- mit Weber M, Schueler R, Hausleiter J, Näbauer M, von Bardeleben RS, Sotiriou E, Schäfer U, Deuschl F, Kuck KH, Kreidel F, Juliard JM, Brochet E, Latib A, Agricola E, Baldus S, Friedrichs K, Vandrangi P, Verta P, Hahn RT, Maisano F. 6-Month Outcomes of Tricuspid Valve Reconstruction for Patients With Severe Tricuspid Regurgitation.J Am Coll Cardiol. 2019 Apr 23;73(15):1905-1915. doi:10.1016/j.jacc.2019.01.062.
- mit Weber M, Lurz P, von Bardeleben RS, Sitges M, Sorajja P, Hausleiter J, Denti P, Trochu JN, Näbauer M, Dahou A, Hahn RT.Transcatheter edge-to-edge repair for reduction of tricuspid regurgitation: 6-month outcomes of the TRILUMINATE single-arm study.Lancet. 2019 Nov 30;394(10213):2002-2011.